# Сирон (Ендр)
Сирон (фр. Ciron) је насеље и општина у централној Француској у региону Центар, у департману Ендр која припада префектури Блан.
По подацима из 2011. године у општини је живело 524 становника, а густина насељености је износила 9,04 становника/km². Општина се простире на површини од 57,94 km². Налази се на средњој надморској висини од 101 метар (максималној 154 m, а минималној 78 m).

## Демографија
| 1962. | 1968. | 1975. | 1982. | 1990. | 1999. | 2011. |
| ----- | ----- | ----- | ----- | ----- | ----- | ----- |
| 559   | 647   | 564   | 522   | 529   | 533   | 524   |

График промене броја становника у току последњих година